# Olympische Winterspiele 2014/Eishockey (Herren)/Qualifikation
Die Qualifikation zum olympischen Eishockeyturnier der Herren 2014 wurde zwischen November 2012 und Februar 2013 ausgetragen. Zuvor hatten sich bereits neun der zwölf Teilnehmer durch ihre Platzierung in der IIHF-Weltrangliste direkt qualifiziert und mussten kein weiteres Qualifikationsturnier ausspielen. Die drei verbleibenden Plätze wurden in einem mehrstufigen System ausgespielt und schließlich von den Nationalmannschaften Österreichs, Lettlands und Sloweniens gewonnen. Die deutsche und belarussische Nationalmannschaft, die bei den Olympischen Winterspielen 2010 in Vancouver noch vertreten waren, verpassten hingegen die Qualifikation.

## Direkte Qualifikation
Für das olympische Turnier qualifizierten sich die ersten neun Nationen der IIHF-Weltrangliste nach Abschluss der Weltmeisterschaft 2012 direkt:
| Rang | Land               | WM 2012 (100 %) | WM 2011 (75 %) | WM 2010 (50 %) | OS 2010 (50 %) | WM 2009 (25 %) | Summe |
| ---- | ------------------ | --------------- | -------------- | -------------- | -------------- | -------------- | ----- |
| 1    | Russland           | 1200            | 1100           | 1160           | 1040           | 1200           | 3425  |
| 2    | Finnland           | 1100            | 1200           | 1040           | 1120           | 1060           | 3345  |
| 3    | Tschechien         | 1120            | 1120           | 1200           | 1020           | 1040           | 3330  |
| 4    | Schweden           | 1040            | 1160           | 1120           | 1060           | 1120           | 3280  |
| 5    | Kanada             | 1060            | 1060           | 1020           | 1200           | 1160           | 3255  |
| 6    | Slowakei           | 1160            | 940            | 900            | 1100           | 940            | 3100  |
| 7    | Vereinigte Staaten | 1020            | 1000           | 880            | 1160           | 1100           | 3065  |
| 8    | Norwegen           | 1000            | 1040           | 960            | 940            | 920            | 2960  |
| 9    | Schweiz            | 920             | 960            | 1060           | 1000           | 960            | 2910  |
| 10   | Deutschland        | 900             | 1020           | 1100           | 920            | 840            | 2885  |
| 11   | Lettland           | 940             | 880            | 920            | 900            | 1020           | 2765  |
| 12   | Dänemark           | 880             | 920            | 1000           | 840            | 880            | 2710  |
| 13   | Belarus            | 860             | 860            | 940            | 960            | 1000           | 2705  |
| 14   | Frankreich         | 960             | 900            | 860            | 740            | 900            | 2660  |
| 15   | Österreich         | 780             | 840            | 800            | 880            | 860            | 2465  |
| 16   | Italien            | 840             | 780            | 840            | 800            | 780            | 2440  |
| 17   | Kasachstan         | 820             | 800            | 820            | 820            | 800            | 2440  |
| 18   | Slowenien          | 800             | 820            | 780            | 760            | 760            | 2375  |
| 19   | Ungarn             | 760             | 740            | 740            | 720            | 820            | 2250  |
| 20   | Ukraine            | 700             | 720            | 760            | 860            | 740            | 2235  |

## Modus
Die Nationalmannschaften ab dem Weltranglistenplatz 10 spielten zwischen November 2012 und Februar 2013 die drei verbleibenden Plätze in einem mehrstufigen System in Qualifikationsturnieren aus. Insgesamt meldeten 24 Länder für die sieben Turniere.
Der Gewinner der Vorqualifikation und die elf Nationalteams auf den Weltranglistenplätze 19 bis 29 trafen in der ersten Qualifikationsrunde in drei Gruppen à vier Mannschaften aufeinander. Die drei Gruppensieger erreichten die zweite Qualifikationsrunde, in der sie dann auf die neun Mannschaften trafen, die in der Weltrangliste die Plätze 10 bis 18 belegten. Dort wurde erneut in drei Gruppen mit jeweils vier Mannschaften gespielt. Die jeweiligen Gruppensieger qualifizierten sich schließlich für das olympische Eishockeyturnier.
Unter den nichtqualifizierten Nationen bildete die Internationale Eishockey-Föderation eine Rangfolge, die auch in die IIHF-Weltrangliste 2014 einging.

## Vorqualifikation
Vom 17. bis 19. September 2012 wurde eine Vorqualifikation ausgespielt. An der Vorqualifikation nahmen die vier gemeldeten Mannschaften ab Weltranglistenplatz 31 nach Abschluss der Weltmeisterschaft 2012 teil. Die Vorqualifikation wurde in einer Gruppe ausgespielt. Die Teilnehmer dieses Turniers waren Kroatien, Serbien, Mexiko und Israel. Als Gastgeber fungierte der kroatische Verband, der das Turnier in Zagreb ausrichtete.

### Gruppe K
Das Vorqualifikationsturnier fand vom 17. bis 19. September 2012 in der kroatischen Hauptstadt Zagreb statt. Gespielt wurde im 6.300 Zuschauer fassenden Dom sportova. Der Sieger des Vorqualifikationsturnieres wurde die gastgebende Mannschaft aus Kroatien, die daher am Qualifikationsturnier der Gruppe G teilnehmen durfte.
| 17. September 2012 14:30 Uhr (Ortszeit) | Serbien N. Kerezović (8:13) A. Luković (9:21) D. Filipović (24:19) N. Raković (32:49) N. Raković (40:45) A. Luković (51:21) M. Sretović (58:03) | 7:1 (2:0, 2:0, 3:1) Spielbericht | Israel A. Geller (48:37) | Dom sportova, Zagreb Zuschauer: 50 |

| 17. September 2012 18:15 Uhr | Mexiko B. Arroyo (15:32) S. Ortega (54:26) | 2:9 (1:4, 0:1, 1:4) Spielbericht | Kroatien N. Senzel (7:58) I. Brenčun (11:13) M. Blagus (14:49) D. Kanaet (16:37) M. Blagus (28:39) T. Čunko (43:13) M. Tadić (49:48) I. Šijan (56:22) J. Kučera (59:59) | Dom sportova, Zagreb Zuschauer: 500 |

| 18. September 2012 14:30 Uhr | Serbien D. Filipović (18:09) S. Ristić (22:42) D. Filipović (53:37) | 3:5 (1:1, 1:2, 1:2) Spielbericht | Mexiko D. Linares (12:15) A. Gutierrez (26:43) A. Gutierrez (33:26) B. Arroyo (50:49) M. Colás (52:57) | Dom sportova, Zagreb Zuschauer: 50 |

| 18. September 2012 18:15 Uhr | Kroatien J. Hecimovic (0:53) M. Blagus (5:24) M. Lovrenčić (15:26) M. Tadić (16:01) M. Smerdelj (17:41) M. Lovrenčić (23:59) M. Lovrenčić (29:46) D. Kanaet (32:30) M. Lovrenčić (33:55) I. Lazić (40:14) J. Kučera (44:32) D. Kanaet (47:57) I. Lazić (49:59) M. Tadić (51:22) D. Kanaet (58:29) | 15:2 (5:0, 4:0, 6:2) Spielbericht | Israel A. Geller (41:04) D. Spivak (45:34) | Dom sportova, Zagreb Zuschauer: 150 |

| 19. September 2012 14:30 Uhr | Israel D. Mazour (47:09) D. Mazour (50:44) | 2:7 (0:1, 0:5, 2:1) Spielbericht | Mexiko B. Arroyo (19:03) A. Gutierrez (21:33) D. Romero (27:44) B. Arroyo (28:56) B. Arroyo (34:04) H. Carrero (39:20) S. Ortega (49:55) | Dom sportova, Zagreb Zuschauer: 50 |

| 19. September 2012 18:15 Uhr | Kroatien I. Lazić (7:26) I. Šijan (13:55) P. Trstenjak (18:22) P. Trstenjak (26:56) T. Čunko (39:14) I. Brenčun (47:52) | 6:2 (3:0, 2:2, 1:0) Spielbericht | Serbien N. Vučurević (22:15) R. Sabadoš (37:24) | Dom sportova, Zagreb Zuschauer: 1.500 |

| Pl. |          | Sp | S | OTS | OTN | N | Tore  | Punkte |
| 1.  | Kroatien | 3  | 3 | 0   | 0   | 0 | 30:06 | 9      |
| 2.  | Mexiko   | 3  | 2 | 0   | 0   | 1 | 14:14 | 6      |
| 3.  | Serbien  | 3  | 1 | 0   | 0   | 2 | 12:12 | 3      |
| 4.  | Israel   | 3  | 0 | 0   | 0   | 3 | 05:29 | 0      |

Abkürzungen: Pl. = Platz, Sp = Spiele, S = Siege, OTS = Siege nach Verlängerung (Overtime) oder Penaltyschießen, OTN = Niederlagen nach Verlängerung oder Penaltyschießen, N = Niederlagen

Erläuterungen: Qualifikant für die erste Runde

## Erste Qualifikationsrunde
Die erste Qualifikationsrunde fand zwischen dem 8. und 11. November 2012 statt. Dabei genossen die in der Weltrangliste Besserplatzierten das Recht, das Turnier auszurichten. Ungarn und die Ukraine machten in den Gruppen G und H von diesem Recht Gebrauch, während Großbritannien (Gruppe J) verzichtete und die Ausrichtung Japan überließ.

### Gruppe G
Die Spiele der Gruppe G der ersten Qualifikationsrunde fanden vom 9. bis 11. November 2012 in der Papp László Budapest Sportaréna in der ungarischen Hauptstadt Budapest statt.
| 9. November 2012 15:30 Uhr (Ortszeit) | Niederlande M. Kars (10:32) K. Bruijsten (11:37) M. Kars (12:22) M. Kars (25:26) D. Hagemeijer (27:56) M. Postma (37:39) R. van Hulten (47:56) M. Bruijsten (55:21) | 8:2 (3:0, 3:0, 2:2) Spielbericht | Kroatien M. Tadić (56:31) B. Rendulić (57:25) | Papp László Sportaréna, Budapest Zuschauer: 460 |

| 9. November 2012 19:00 Uhr | Litauen Š. Kuliešius (26:15) | 1:5 (0:2, 1:3, 0:0) Spielbericht | Ungarn A. Benk (2:48) M. Vas (14:10) J. Hári (21:29) J. Hári (31:06) M. Vas (33:18) | Papp László Sportaréna, Budapest Zuschauer: 4.350 |

| 10. November 2012 14:00 Uhr | Niederlande R. Joly (15:15) K. Bruijsten (20:22) K. Bruijsten (24:34) M. Kars (32:43) R. Joly (35:36) T. Demelinne (36:34) M. Bruijsten (39:34) D. Hagemeijer (50:30) M. Kars (57:38) | 9:2 (1:1, 6:1, 2:0) Spielbericht | Litauen D. Bogdziul (1:19) Š. Kuliešius (35:09) | Papp László Sportaréna, Budapest Zuschauer: 500 |

| 10. November 2012 17:30 Uhr | Ungarn I. Bartalis (4:08) M. Vas (9:02) Á. Mihály (11:01) I. Sofron (12:15) I. Sofron (15:38) L. Sikorcin (16:23) C. Kovács (31:13) B. Ladányi (35:04) L. Sikorcin (39:58) B. Ladányi (47:38) J. Vas (48:21) B. Magosi (50:14) Á. Mihály (55:05) | 13:0 (6:0, 3:0, 4:0) Spielbericht | Kroatien | Papp László Sportaréna, Budapest Zuschauer: 6.215 |

| 11. November 2012 14:00 Uhr | Kroatien I. Lazić (2:58) | 1:3 (1:2, 0:0, 0:1) Spielbericht | Litauen P. Verenis (5:20) D. Kazlauskas (10:25) P. Verenis (59:46) | Papp László Sportaréna, Budapest Zuschauer: 560 |

| 11. November 2012 17:30 Uhr | Ungarn J. Hári (8:17) L. Sikorcin (21:19) Á. Mihály (31:03) M. Vas (36:28) J. Vas (54:44) B. Ladányi (55:04) | 6:7 n. P. (1:3, 3:1, 2:2, 0:0, 0:1) Spielbericht | Niederlande M. Postma (11:59) I. van den Heuvel (15:38) K. Bruijsten (19:16) R. Joly (23:00) N. de Jong (48:50) J. van Oorschot (58:30) D. Hagemeijer (PS) | Papp László Sportaréna, Budapest Zuschauer: 6.125 |

| Pl. |             | Sp | S | OTS | OTN | N | Tore  | Punkte |
| 1.  | Niederlande | 3  | 2 | 1   | 0   | 0 | 24:10 | 8      |
| 2.  | Ungarn      | 3  | 2 | 0   | 1   | 0 | 24:08 | 7      |
| 3.  | Litauen     | 3  | 1 | 0   | 0   | 2 | 06:15 | 3      |
| 4.  | Kroatien    | 3  | 0 | 0   | 0   | 3 | 03:24 | 0      |

Abkürzungen: Pl. = Platz, Sp = Spiele, S = Siege, OTS = Siege nach Verlängerung (Overtime) oder Penaltyschießen, OTN = Niederlagen nach Verlängerung oder Penaltyschießen, N = Niederlagen

Erläuterungen: Qualifikant für die zweite Runde

### Gruppe H
Die Spiele der Gruppe H der ersten Qualifikationsrunde fanden vom 8. bis 11. November 2012 im Sportpalast in der ukrainischen Hauptstadt Kiew statt.
| 8. November 2012 16:00 Uhr (Ortszeit) | Polen M. Kolusz (15:33) L. Laszkiewicz (25:22) K. Dziubiński (27:33) M. Rompkowski (34:57) K. Dziubiński (52:09) M. Łopuski (52:25) J. Gabryś (56:31) L. Laszkiewicz (58:20) | 8:0 (1:0, 3:0, 4:0) Spielbericht | Estland | Sportpalast, Kiew Zuschauer: 1.011 |

| 8. November 2012 20:00 Uhr | Ukraine A. Michnow (12:39) R. Fedotenko (16:46) A. Hnidenko (23:10) O. Ponikarowskyj (27:35) A. Bondarew (34:12) O. Pobjedonoszew (35:41) S. Warlamow (39:59) | 7:0 (2:0, 5:0, 0:0) Spielbericht | Spanien | Sportpalast, Kiew Zuschauer: 5.217 |

| 9. November 2012 16:00 Uhr | Polen G. Pasiut (15:49) T. Malasiński (43:44) G. Pasiut (44:14) J. Witecki (51:18) T. Malasiński (57:01) | 5:0 (1:0, 0:0, 4:0) Spielbericht | Spanien | Sportpalast, Kiew Zuschauer: 521 |

| 9. November 2012 20:00 Uhr | Estland | 0:10 (0:4, 0:4, 0:2) Spielbericht | Ukraine A. Michnow (2:06) R. Fedotenko (10:32) R. Boryssenko (12:35) W. Donika (16:34) S. Warlamow (23:04) O. Materuchin (29:29) R. Boryssenko (38:40) J. Nawarenko (39:41) O. Ponikarowskyj (46:37) A. Bondarew (49:29) | Sportpalast, Kiew Zuschauer: 5.521 |

| 11. November 2012 16:00 Uhr | Spanien P. Muñoz (9:24) O. Boronat (11:35) O. Boronat (38:05) A. Sosa (41:49) O. Boronat (59:24) | 5:4 (2:0, 1:1, 2:3) Spielbericht | Estland R. Embrich (24:25) D. Rodin (45:21) M. Semjonov (49:49) M. Ivanov (51:10) | Sportpalast, Kiew Zuschauer: 658 |

| 11. November 2012 20:00 Uhr | Ukraine W. Ljutkewytsch (18:53) O. Pobjedonoszew (20:39) M. Kwittschenko (39:29) S. Warlamow (42:59) K. Kasjantschuk (56:06) | 5:1 (1:1, 2:0, 2:0) Spielbericht | Polen D. Gruszka (3:28) | Sportpalast, Kiew Zuschauer: 6.026 |

| Pl. |         | Sp | S | OTS | OTN | N | Tore  | Punkte |
| 1.  | Ukraine | 3  | 3 | 0   | 0   | 0 | 22:01 | 9      |
| 2.  | Polen   | 3  | 2 | 0   | 0   | 1 | 14:05 | 6      |
| 3.  | Spanien | 3  | 1 | 0   | 0   | 2 | 05:16 | 3      |
| 4.  | Estland | 3  | 0 | 0   | 0   | 3 | 04:23 | 0      |

Abkürzungen: Pl. = Platz, Sp = Spiele, S = Siege, OTS = Siege nach Verlängerung (Overtime) oder Penaltyschießen, OTN = Niederlagen nach Verlängerung oder Penaltyschießen, N = Niederlagen

Erläuterungen: Qualifikant für die zweite Runde

### Gruppe J
Die Spiele der Gruppe J der ersten Qualifikationsrunde fanden vom 9. bis 11. November 2012 in der Nikkō Kirifuri Eisarena im japanischen Nikkō statt.
| 9. November 2012 14:00 Uhr (Ortszeit) | 9. November 2012 6:00 Uhr (MEZ) | Großbritannien C. Peacock (3:34) D. Longstaff (4:28) B. O’Connor (17:28) C. Shields (30:09) | 4:5 n. P. (3:1, 1:2, 0:1, 0:0, 0:1) Spielbericht | Südkorea Kim W.-j. (5:25) Kim W.-j. (22:27) Kim W.-j. (38:45) Kim G.-h. (46:07) Kim S.-w. (PS) | Nikkō Kirifuri Eisarena, Nikkō Zuschauer: 592 |

| 9. November 2012 18:00 Uhr | 9. November 2012 10:00 Uhr | Japan Te. Saitō (6:01) T. Yamashita (47:54) | 2:0 (1:0, 0:0, 1:0) Spielbericht | Rumänien | Nikkō Kirifuri Eisarena, Nikkō Zuschauer: 956 |

| 10. November 2012 14:00 Uhr | 10. November 2012 6:00 Uhr | Rumänien | 0:3 (0:2, 0:0, 0:1) Spielbericht | Großbritannien L. Jamieson (3:17) B. O’Connor (18:32) R. Dowd (52:39) | Nikkō Kirifuri Eisarena, Nikkō Zuschauer: 1.143 |

| 10. November 2012 18:00 Uhr | 10. November 2012 10:00 Uhr | Japan S. Kuji (11:39) D. Obara (29:32) S. Kuji (63:13) | 3:2 n. V. (1:0, 1:1, 0:1, 1:0) Spielbericht | Südkorea Shin S.-w. (28:51) Shin S.-w. (59:49) | Nikkō Kirifuri Eisarena, Nikkō Zuschauer: 1.762 |

| 11. November 2012 14:00 Uhr | 11. November 2012 6:00 Uhr | Südkorea Kim H. (19:30) Kim K. (44:12) | 2:0 (1:0, 0:0, 1:0) Spielbericht | Rumänien | Nikkō Kirifuri Eisarena, Nikkō Zuschauer: 1.075 |

| 11. November 2012 18:00 Uhr | 11. November 2012 10:00 Uhr | Großbritannien C. Peacock (9:59) B. O’Connor (10:29) | 2:1 (2:0, 0:0, 0:1) Spielbericht | Japan S. Kuji (44:01) | Nikkō Kirifuri Eisarena, Nikkō Zuschauer: 1.738 |

| Pl. |                | Sp | S | OTS | OTN | N | Tore | Punkte |
| 1.  | Großbritannien | 3  | 2 | 0   | 1   | 0 | 9:6  | 7      |
| 2.  | Südkorea       | 3  | 1 | 1   | 1   | 0 | 9:7  | 6      |
| 3.  | Japan          | 3  | 1 | 1   | 0   | 1 | 6:4  | 5      |
| 4.  | Rumänien       | 3  | 0 | 0   | 0   | 3 | 0:7  | 0      |

Abkürzungen: Pl. = Platz, Sp = Spiele, S = Siege, OTS = Siege nach Verlängerung (Overtime) oder Penaltyschießen, OTN = Niederlagen nach Verlängerung oder Penaltyschießen, N = Niederlagen

Erläuterungen: Qualifikant für die zweite Runde

## Zweite Qualifikationsrunde
Die zweite Qualifikationsrunde fand vom 7. bis 10. Februar 2013 statt. Dabei genossen die drei auf den ersten Platz gesetzten Mannschaften das Recht, über den Ort der Ausrichtung zu bestimmen und machten davon auch Gebrauch.

### Gruppe D
Die Spiele der Gruppe D wurden vom 7. bis 10. Februar 2013 in der neu erbauten EgeTrans Arena in Bietigheim-Bissingen, der Heimspielstätte der Bietigheim Steelers aus der 2. Eishockey-Bundesliga, ausgetragen.
Die deutsche Nationalmannschaft erlebte ein historisches Debakel und verpasste erstmals in der Olympiageschichte auf sportlichem Weg die Teilnahme an den Winterspielen. Lediglich 1948 nahm keine deutsche Eishockeymannschaft an Olympia teil, damals jedoch aus politischen Gründen. Österreich sicherte sich trotz einer Niederlage nach Verlängerung gegen Deutschland im letzten Spiel den ersten Platz in der Gruppe D und damit die erste Teilnahme an einem olympischen Turnier seit 2002.
| 7. Februar 2013 16:00 Uhr (Ortszeit) | Österreich D. Oberkofler (6:01) G. Baumgartner (17:10) D. Oberkofler (36:25) | 3:2 (2:0, 1:1, 0:1) Spielbericht | Italien A. Bernard (33:42) V. Rocco (50:07) | EgeTrans Arena, Bietigheim-Bissingen Zuschauer: 3.100 |

| 7. Februar 2013 19:30 Uhr | Deutschland A. Barta (8:30) D. Wolf (11:54) A. Barta (38:48) M. Wolf (47:21) M. Müller (58:57) | 5:1 (2:0, 1:1, 2:0) Spielbericht | Niederlande M. Kars (29:01) | EgeTrans Arena, Bietigheim-Bissingen Zuschauer: 3.780 |

| 8. Februar 2013 16:00 Uhr | Österreich T. Koch (5:39) M. Raffl (8:15) T. Raffl (8:50) D. Oberkofler (14:27) T. Koch (17:51) M. Trattnig (32:41) | 6:1 (5:0, 1:0, 0:1) Spielbericht | Niederlande M. Bruijsten (58:08) | EgeTrans Arena, Bietigheim-Bissingen Zuschauer: 4.150 |

| 8. Februar 2013 19:30 Uhr | Italien R. Sirianni (10:15) N. DiCasmirro (62:19) | 2:1 n. V. (1:1, 0:0, 0:0, 1:0) Spielbericht | Deutschland J. Flaake (13:29) | EgeTrans Arena, Bietigheim-Bissingen Zuschauer: 4.517 |

| 10. Februar 2013 11:45 Uhr | Niederlande B. Willemse (35:07) | 1:4 (0:1, 1:2, 0:1) Spielbericht | Italien P. Iannone (5:16) V. Rocco (20:54) R. Sirianni (21:07) V. Rocco (58:52) | EgeTrans Arena, Bietigheim-Bissingen Zuschauer: 4.517 |

| 10. Februar 2013 15:15 Uhr | Deutschland B. Kohl (18:41) M. Wolf (46:54) P. Reimer (62:34) | 3:2 n. V. (1:0, 0:1, 1:1, 1:0) Spielbericht | Österreich A. Lakos (31:46) M. Peintner (52:22) | EgeTrans Arena, Bietigheim-Bissingen Zuschauer: 4.517 |

| Pl. |             | Sp | S | OTS | OTN | N | Tore  | Punkte |
| 1.  | Österreich  | 3  | 2 | 0   | 1   | 0 | 11:06 | 7      |
| 2.  | Deutschland | 3  | 1 | 1   | 1   | 0 | 09:05 | 6      |
| 3.  | Italien     | 3  | 1 | 1   | 0   | 1 | 08:05 | 5      |
| 4.  | Niederlande | 3  | 0 | 0   | 0   | 3 | 03:15 | 0      |

Abkürzungen: Pl. = Platz, Sp = Spiele, S = Siege, OTS = Siege nach Verlängerung (Overtime) oder Penaltyschießen, OTN = Niederlagen nach Verlängerung oder Penaltyschießen, N = Niederlagen

Erläuterungen: Qualifikant für die Olympischen Winterspiele

### Gruppe E
Die Spiele der Gruppe E fanden vom 7. bis 10. Februar in der Arēna Rīga, der größten Sportarena der lettischen Hauptstadt Riga, statt. Die maximal 11.000 Zuschauer fassende Halle war bei der Eishockey-Weltmeisterschaft der Herren 2006 Hauptspielort sowie Spielort der olympischen Qualifikation 2010.
Lettland sicherte sich trotz einer 2:3-Niederlage nach Verlängerung gegen Frankreich am letzten Spieltag den ersten Platz der Gruppe E.
| 7. Februar 2013 15:30 Uhr (Ortszeit) | Frankreich S. Treille (32:17) B. Amar (57:42) | 2:3 (0:2, 1:1, 1:0) Spielbericht | Kasachstan R. Startschenko (7:00) K. Romanow (11:31) T. Schailauow (34:40) | Arēna Rīga, Riga Zuschauer: 852 |

| 7. Februar 2013 19:30 Uhr | Lettland G. Meija (2:57) M. Indrašis (14:43) O. Bārtulis (29:50) R. Ķēniņš (43:24) G. Pujacs (53:07) L. Dārziņš (59:42) | 6:2 (2:1, 1:0, 3:1) Spielbericht | Großbritannien R. Dowd (3:58) C. Peacock (57:47) | Arēna Rīga, Riga Zuschauer: 5.058 |

| 8. Februar 2013 15:30 Uhr | Frankreich L. Meunier (9:13) P.-É. Bellemare (27:19) D. Fleury (34:48) C. Bertrand (53:46) | 4:2 (1:0, 2:0, 1:2) Spielbericht | Großbritannien B. O’Connor (3:54) R. Lachowicz (51:36) | Arēna Rīga, Riga Zuschauer: 922 |

| 8. Februar 2013 19:30 Uhr | Kasachstan D. Upper (15:15) R. Startschenko (33:00) | 2:3 (1:2, 1:0, 0:1) Spielbericht | Lettland J. Štāls (1:58) M. Rēdlihs (2:37) L. Dārziņš (40:40) | Arēna Rīga, Riga Zuschauer: 10.025 |

| 10. Februar 2013 13:00 Uhr | Großbritannien | 0:6 (0:2, 0:4, 0:0) Spielbericht | Kasachstan R. Startschenko (0:30) K. Romanow (2:10) T. Schailauow (25:58) A. Litwinenko (28:22) I. Solarjow (29:32) W. Alexandrow (37:12) | Arēna Rīga, Riga Zuschauer: 875 |

| 10. Februar 2013 17:00 Uhr | Lettland L. Dārziņš (34:59) M. Karsums (40:12) | 2:3 n. V. (0:2, 1:0, 1:0, 0:1) Spielbericht | Frankreich D. Fleury (2:50) L. Meunier (14:50) P.-É. Bellemare (64:20) | Arēna Rīga, Riga Zuschauer: 10.190 |

| Pl. |                | Sp | S | OTS | OTN | N | Tore  | Punkte |
| 1.  | Lettland       | 3  | 2 | 0   | 1   | 0 | 11:07 | 7      |
| 2.  | Kasachstan     | 3  | 2 | 0   | 0   | 1 | 11:05 | 6      |
| 3.  | Frankreich     | 3  | 1 | 1   | 0   | 1 | 09:07 | 5      |
| 4.  | Großbritannien | 3  | 0 | 0   | 0   | 3 | 04:16 | 0      |

Abkürzungen: Pl. = Platz, Sp = Spiele, S = Siege, OTS = Siege nach Verlängerung (Overtime) oder Penaltyschießen, OTN = Niederlagen nach Verlängerung oder Penaltyschießen, N = Niederlagen

Erläuterungen: Qualifikant für die Olympischen Winterspiele

### Gruppe F
Die Spiele der Gruppe F fanden vom 7. bis 10. Februar 2013 in der SE Arena im dänischen Vojens statt. Das 5.000 Zuschauer fassende und 2011 erbaute Stadion ist die Heimspielstätte des dänischen Erstligisten SønderjyskE Ishockey.
Im Turnierverlauf qualifizierte sich Außenseiter Slowenien überraschend für die Olympischen Winterspiele in Sotschi. Die Mannschaft von Nationaltrainer Matjaž Kopitar führte bereits nach zwei 2:1-Siegen gegen Dänemark und Belarus die Tabelle in der Gruppe F an und war vor dem abschließenden Spiel gegen die Ukraine, sowohl von Belarus, als auch dem Gastgeber aufgrund des gewonnenen direkten Vergleichs nicht mehr vom ersten Platz zu verdrängen.
| 7. Februar 2013 16:00 Uhr (Ortszeit) | Belarus A. Kulakou (28:45) A. Stepanow (29:45) | 2:4 (0:1, 2:1, 0:2) Spielbericht | Slowenien J. Urbas (16:30) R. Sabolič (21:40) T. Razingar (42:06) D. Rodman (50:24) | SE Arena, Vojens Zuschauer: 408 |

| 7. Februar 2013 20:00 Uhr | Dänemark F. Storm (15:15) M. Green (25:00) | 2:0 (1:0, 1:0, 0:0) Spielbericht | Ukraine | SE Arena, Vojens Zuschauer: 4.121 |

| 8. Februar 2013 17:00 Uhr | Belarus A. Filitschkin (1:26) K. Kalzou (29:59) A. Stepanow (31:33) A. Kaljuschny (54:06) A. Sjankewitsch (54:40) D. Mjaleschka (56:08) | 6:0 (1:0, 2:0, 3:0) Spielbericht | Ukraine | SE Arena, Vojens Zuschauer: 631 |

| 8. Februar 2013 21:00 Uhr | Slowenien D. Rodman (26:33) D. Rodman (36:28) | 2:1 (0:0, 2:1, 0:0) Spielbericht | Dänemark N. Hardt (24:16) | SE Arena, Vojens Zuschauer: 5.000 |

| 10. Februar 2013 14:00 Uhr | Ukraine A. Hnidenko (47:45) | 1:6 (0:4, 0:1, 1:1) Spielbericht | Slowenien R. Sabolič (3:47) D. Rodman (4:29) R. Sabolič (4:49) R. Tičar (9:14) J. Urbas (31:45) Ž. Jeglič (58:22) | SE Arena, Vojens Zuschauer: 545 |

| 10. Februar 2013 18:00 Uhr (MEZ) | Dänemark M. Poulsen (26:40) J. Jakobsen (38:21) | 2:3 (0:0, 2:2, 0:1) Spielbericht | Belarus A. Kitarau (25:12) M. Stefanowitsch (28:10) A. Stepanow (42:17) | SE Arena, Vojens Zuschauer: 3.998 |

| Pl. |           | Sp | S | OTS | OTN | N | Tore  | Punkte |
| 1.  | Slowenien | 3  | 3 | 0   | 0   | 0 | 12:04 | 9      |
| 2.  | Belarus   | 3  | 2 | 0   | 0   | 1 | 11:06 | 6      |
| 3.  | Dänemark  | 3  | 1 | 0   | 0   | 2 | 05:05 | 3      |
| 4.  | Ukraine   | 3  | 0 | 0   | 0   | 3 | 01:14 | 0      |

Abkürzungen: Pl. = Platz, Sp = Spiele, S = Siege, OTS = Siege nach Verlängerung (Overtime) oder Penaltyschießen, OTN = Niederlagen nach Verlängerung oder Penaltyschießen, N = Niederlagen

Erläuterungen: Qualifikant für die Olympischen Winterspiele